# IC 3156
IC 3156 — галактика типу SB? (компактна витягнута галактика) у сузір'ї Діва.
Цей об'єкт міститься в оригінальній редакції індексного каталогу.